# Лісова (станція метро, Київ)
50°27′52.7″ пн. ш. 30°38′44″ сх. д. / 50.464639° пн. ш. 30.64556° сх. д.
«Лісова́» — 18-та станція Київського метрополітену, кінцева на Святошинсько-Броварській лінії, наступна після станції «Чернігівська». Відкрита 5 грудня 1979 року під назвою «Піоне́рська». Нинішня назва — з 2 лютого 1993 року. Має два виходи, сполучені з підземними переходами під Броварським проспектом. Одна з найзавантаженіших станцій у київському метро.

## Конструкція
Конструкція станції — наземна відкрита з острівною платформою.
Колійний розвиток: пара послідовно розташованих 6-стрілочних оборотних тупиків у кінці лінії. За станцією розташований наземний критий пункт технічного огляду.

## Опис
Форма станції нагадує різнооб'ємну споруду: два підземних ряди колон, облицьованих білим мармуром, схожі на рами для художніх тематичних вітражів-решіток. Незвичайного вигляду надають станції поєднання сучасних пластичних архітектурних форм із новими оздоблювальними матеріалами та художнім оформленням.
Неподалік від станції розташовані — Інститут органічної хімії НАН України, кіностудія науково-популярних фільмів, торговельний центр «Даринок», автовокзал «Дарниця» та нові житлові масиви. Підземні вестибюлі сполучаються з підземними переходами під Броварським проспектом. Платформа сполучена з вестибюлями за допомогою 3-х ескалаторів (перший вестибюль) і 2-х ескалаторів та сходами (другий вестибюль).
Другий вихід відкритий 15 жовтня 2005 року. Тут, так само як і на станції «Сирець», були встановлені ескалатори виробництва Крюківського вагонобудівного заводу.

## Пасажиропотік
| Рік                           | 2009 | 2011 | 2012 | 2013 | 2014 | 2015 | 2016 | 2017 | 2018 |
| ----------------------------- | ---- | ---- | ---- | ---- | ---- | ---- | ---- | ---- | ---- |
| Пасажиропотік, тис. осіб/добу | 66,5 | 66,9 | 66,3 | 66,7 | 62,4 | 58,5 | 58,3 | 58,8 | 56,7 |

## Режим роботи
Відправлення першого поїзду в напрямі:
- ст. «Академмістечко» — 05:34

Відправлення останнього поїзду в напрямі:
- ст. «Академмістечко» — 22:30

## Галерея

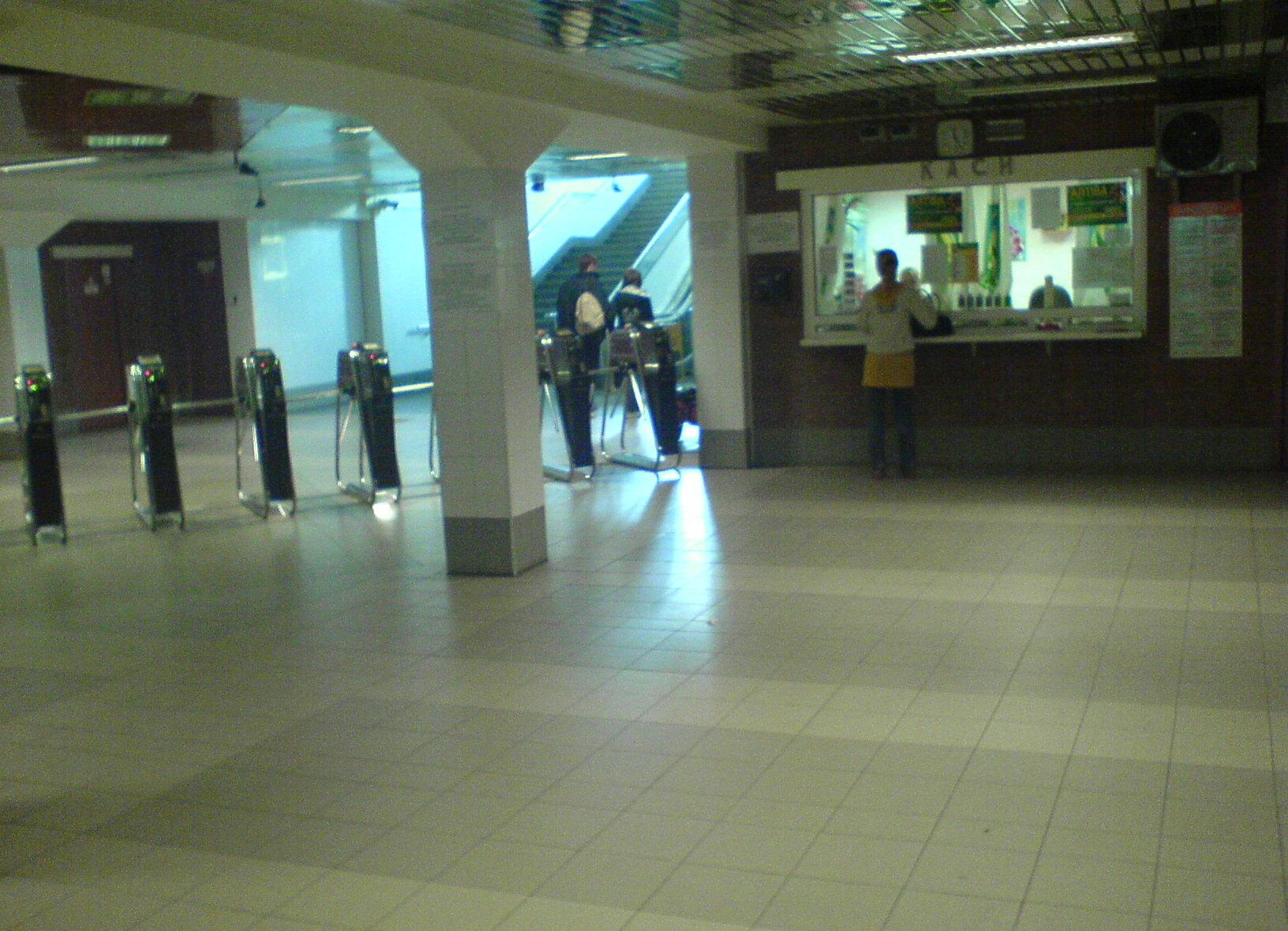
Другий вестибюль
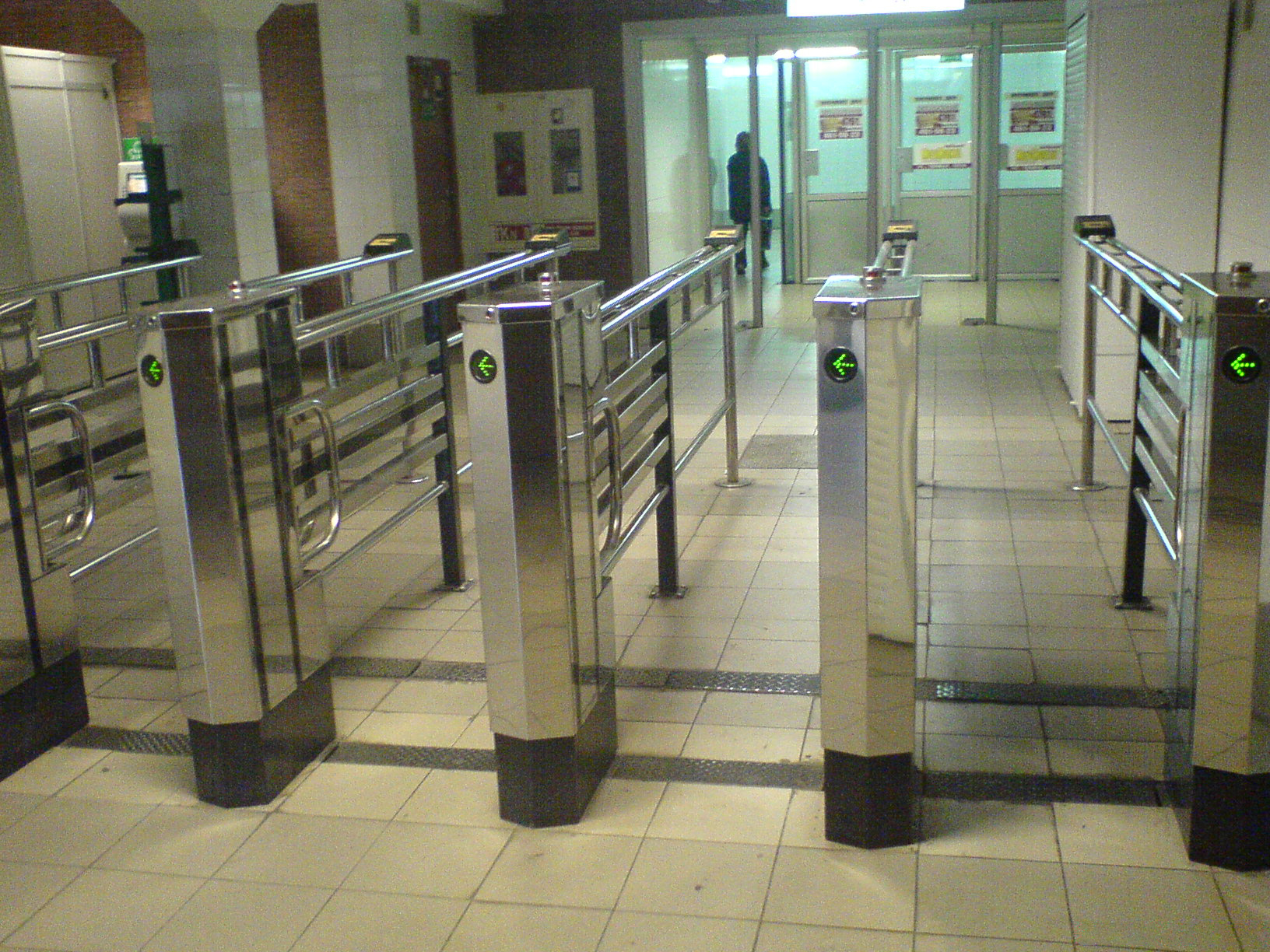
Вихідні турнікети